# انریک ریبلس
انریک ریبلس (انگلیسی: Enric Ribelles; ۱ فوریهٔ ۱۹۳۴ – ۱۹ مارس ۲۰۱۴) بازیکن فوتبال اهل اسپانیا بود.
از باشگاه‌هایی که در آن بازی کرده‌است می‌توان به باشگاه فوتبال بارسلونا و باشگاه فوتبال والنسیا اشاره کرد.
وی همچنین در تیم‌های ملی فوتبال اسپانیا و کاتالونیا بازی کرده‌است.